# Luis Alberto Lacalle Pou
Luis Alberto Alejandro Aparicio Lacalle Pou (Montevideo, 11 agosto 1973) è un politico uruguaiano, presidente dell'Uruguay dal 2020 al 2025.

## Biografia
Lacalle Pou è il secondo figlio dell'ex presidente Luis Alberto Lacalle e di Julia Pou, ex senatrice e first lady dell'Uruguay.  È anche il nipote di Luis Alberto de Herrera, il principale leader del Partito Nazionale per diversi decenni. Ha studiato alle scuole britanniche di Montevideo e nel 1998 si è laureato in giurisprudenza presso l'Università cattolica dell'Uruguay.
Ha seguito le orme politiche del padre ed è un esponente del Partito Nazionale, di ispirazione conservatrice e nazionalista.

## Carriera politica
È stato eletto deputato per Canelones in occasione delle elezioni parlamentari del 1999, venendo riconfermato anche nel 2004 e nel 2009.
Nel novembre 2007 Lacalle Pou è stato coinvolto in una rissa di fronte alle telecamere nella Camera dei rappresentanti dell'Uruguay. I portavoce di governo e opposizione, in seguito hanno preso le distanze dall'episodio.
Nel 2011 è stato presidente della Camera dei Deputati sino al 2012. È stato inoltre senatore dal 2015 al 2019.
Come leader dell'opposizione, si oppone alle leggi più emblematiche messe in atto dal governo, come la legalizzazione dell'aborto, il riconoscimento dei matrimoni gay, la legge sulla giornata lavorativa dei lavoratori agricoli e le leggi a favore dei lavoratori domestici.

### Candidature presidenziali

#### 2014
Il 30 marzo 2014, Lacalle Pou ha ufficializzato la sua candidatura a presidente per le elezioni presidenziali di ottobre. Viene però sconfitto al ballottaggio del 30 novembre contro l'ex presidente Tabaré Vázquez.

#### 2019
Nel 2019 è nuovamente candidato presidente alle elezioni presidenziali e in questa tornata, dopo che i conteggi sono stati fatti una seconda volta dal momento che la differenza tra i candidati era apparsa minima,  risulta eletto per poco più di 37.000 voti contro lo sfidante Daniel Martínez. È entrato in carica il 1º marzo 2020.
Il piano del governo di privatizzare aziende pubbliche come l'azienda di telecomunicazioni ANTEL, il porto di Montevideo e l'azienda petrolifera nazionale ANCAP, ha portato a manifestazioni su larga scala il 15 settembre 2021, con uno sciopero generale di 24 ore, molto partecipato, indetto dal movimento sindacale. Gli scioperanti e i manifestanti chiedono anche al governo di adottare misure per combattere la disoccupazione e aumentare i salari bassi.

## Vita privata
Sposato dal 2000 con Lorena Ponce de León, i due hanno tre figli: Luis Alberto, Violeta e Manuel.
Lacalle Pou è un appassionato surfista, sport che pratica dagli anni Ottanta. Ama inoltre cacciare cinghiali.